# Carlos Avedissian
Carlos Garabet Avedissian Demirdjian (Montevideo, Uruguay, 9 de julio de 1954) es un entrenador uruguayo-costarricense. Actualmente dirige al Club Sport Herediano Femenino de la Primera División Femenina de Costa Rica.
Carlos le dio la participación mundialista a la Selección femenina sub-20 de Costa Rica a la Copa Mundial Femenina Sub-20 de 2014, mientras también dirigió a la Selección femenina de Costa Rica, en el que logró la clasificación a la Copa Mundial Femenina de 2015, sin embargo, no dirigió dicha competición.

## Clubes
| Equipo                           | País        | Año           |
| -------------------------------- | ----------- | ------------- |
| C.S.D. Sacachispas               | Guatemala   | 1995-1996     |
| Municipal Turrialba              | Costa Rica  | 1997          |
| A. D. Limonense                  | Costa Rica  | 1998          |
| C. D. FAS                        | El Salvador | 2000-2001     |
| Atlético Balboa                  | El Salvador | 2002          |
| UCEM Alajuela                    | Costa Rica  | 2004          |
| Puerto Rico Islanders            | Puerto Rico | 2006-2007     |
| Puerto Rico femenina             | Puerto Rico | 2007-2008     |
| Universidad de San Carlos C. F.  | Guatemala   | 2009          |
| C. D. Cobán Imperial             | Guatemala   | 2010-2011     |
| Deportivo Xinabajul              | Guatemala   | 2011          |
| Deportivo Mictlán                | Guatemala   | 2012          |
| Antigua Guatemala F. C.          | Guatemala   | 2012-2013     |
| Indios de Mayagüez FC            | Puerto Rico | 2013          |
| Costa Rica Sub-20 femenina       | Costa Rica  | 2014          |
| Costa Rica femenina              | Costa Rica  | 2014-2015     |
| Puerto Rico                      | Puerto Rico | 2015-2016     |
| Universidad de San Carlos C. F.  | Guatemala   | 2016-2017     |
| Sonsonate F. C.                  | El Salvador | 2017          |
| UNAN Managua                     | Nicaragua   | 2018          |
| C. D. Sololá                     | Guatemala   | 2018-2019     |
| Carmelita Fútbol Femenino        | Costa Rica  | 2020          |
| Atlético Somotillo               | Nicaragua   | 2021          |
| Deportivo Zoe                    | Argentina   | 2021-2022     |
| Municipal Pérez Zeledón Femenino | Costa Rica  | 2023          |
| Puerto Viejo F. C.               | Costa Rica  | 2023-presente |

## Palmarés

### Títulos nacionales
| Título                                  | Equipo                | País        | Año  |
| --------------------------------------- | --------------------- | ----------- | ---- |
| Primera División Femenina de Costa Rica | UCEM Alajuela         | Costa Rica  | 2004 |
| Liga Premier de Puerto Rico             | Puerto Rico Islanders | Puerto Rico | 2006 |